# Spremiagrumi

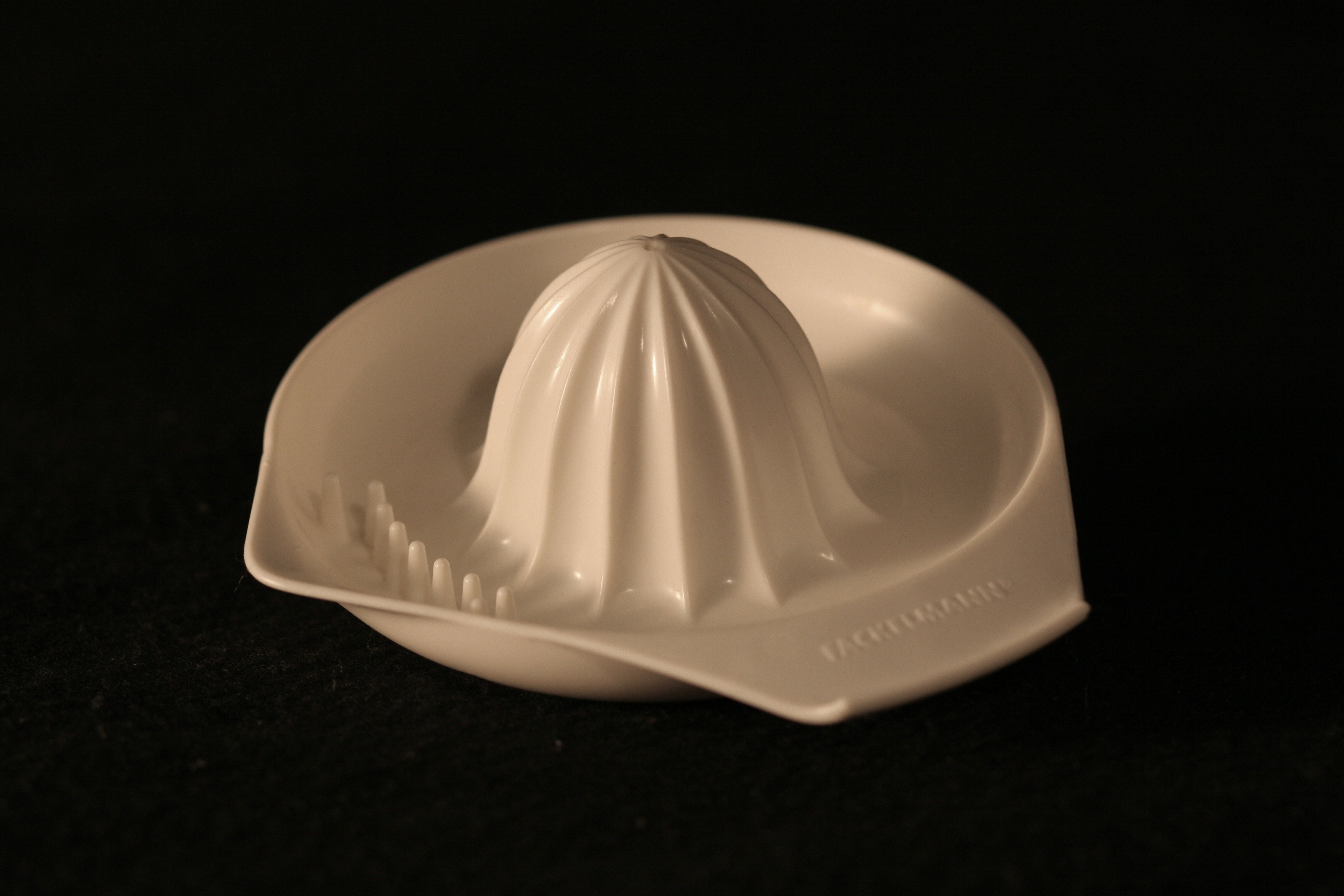
Semplice modello di spremiagrumi manuale in plastica

Lo spremiagrumi è uno strumento utilizzato in cucina per spremere i frutti degli agrumi al fine di ricavarne il succo. 

## Tipi
Esistono due tipi di spremiagrumi basati sullo stesso principio di funzionamento, che consiste nel frizionare la polpa del frutto su un corpo sporgente in modo da estrarne il succo. Le due tipologie si differenziano per il meccanismo con cui viene impartito tale movimento: manuale oppure elettrico.

### Spremiagrumi manuale
Di concezione e fattura molto semplice, è quasi sempre in materiale plastico. Si compone di una parte superiore conica e una parte inferiore che funge da recipiente e raccoglie il succo del frutto che si sta spremendo.

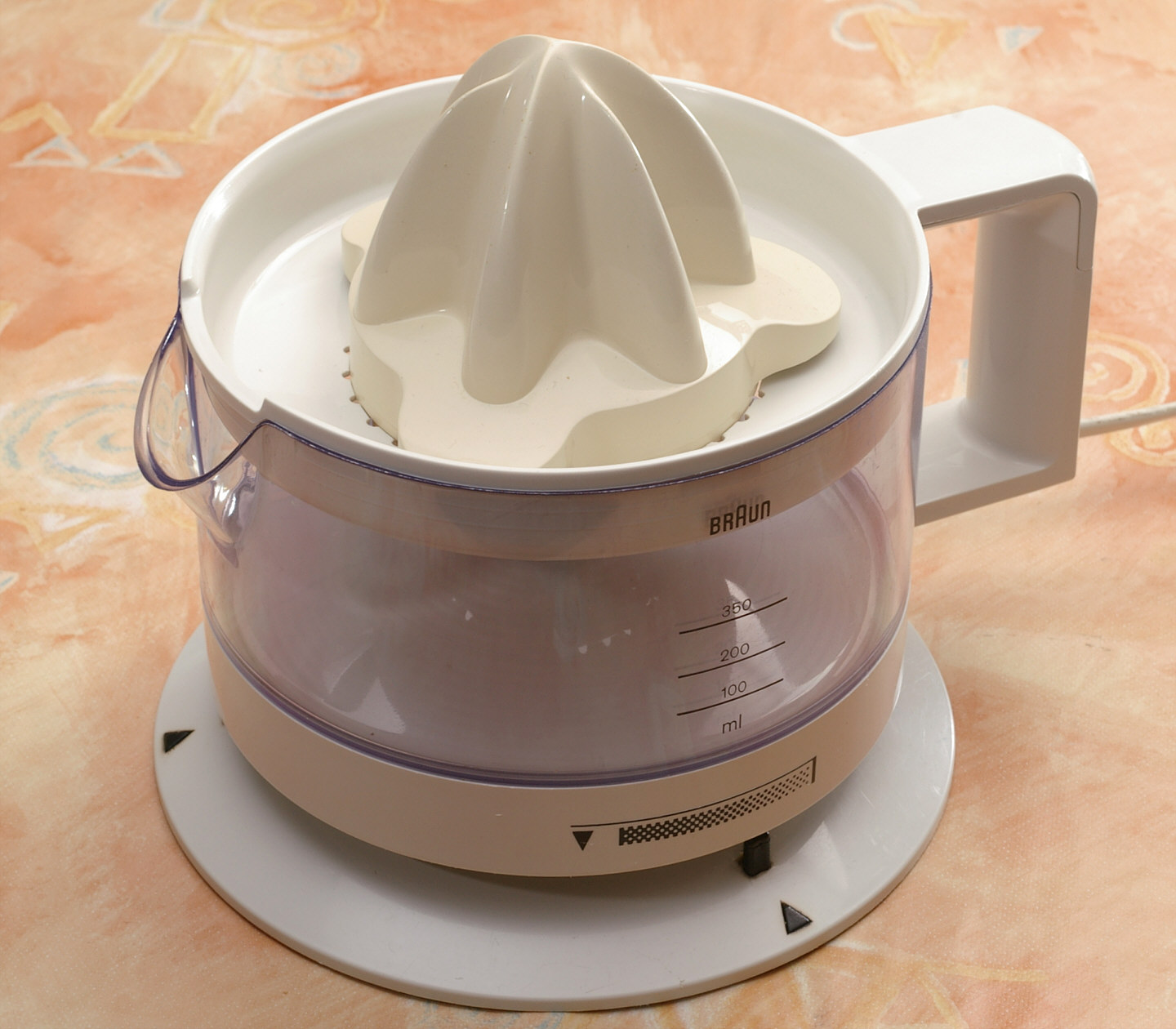
Spremiagrumi elettrico di marca Braun

 Il succo viene ricavato tagliando in due parti il frutto e frizionandolo sulla parte superiore conica, usandola a mo' di cuneo e imprimendo un movimento rotatorio.

### Spremiagrumi elettrico
Lo spremiagrumi elettrico evita la necessità di imprimere il movimento rotatorio manuale al frutto, in quanto è la parte conica a ruotare, azionata da un motore elettrico. La pressione esercitata quando si appoggia il frutto al cono chiude un contatto elettrico azionando il motore che incomincia a girare. Al di sotto del cono rotante si trova un recipiente che raccoglie il succo. Di estrema praticità, sta avendo una crescente diffusione anche nelle cucine degli italiani.